# 比格蘭
比格蘭（挪威語：Bygland）是挪威阿格德爾郡的一個市镇，行政中心为比格蘭村。市镇面积为1,312平方公里，人口数量为1,162人（2020年），人口密度为每平方公里1人。